# Hamer (vuurwapen)

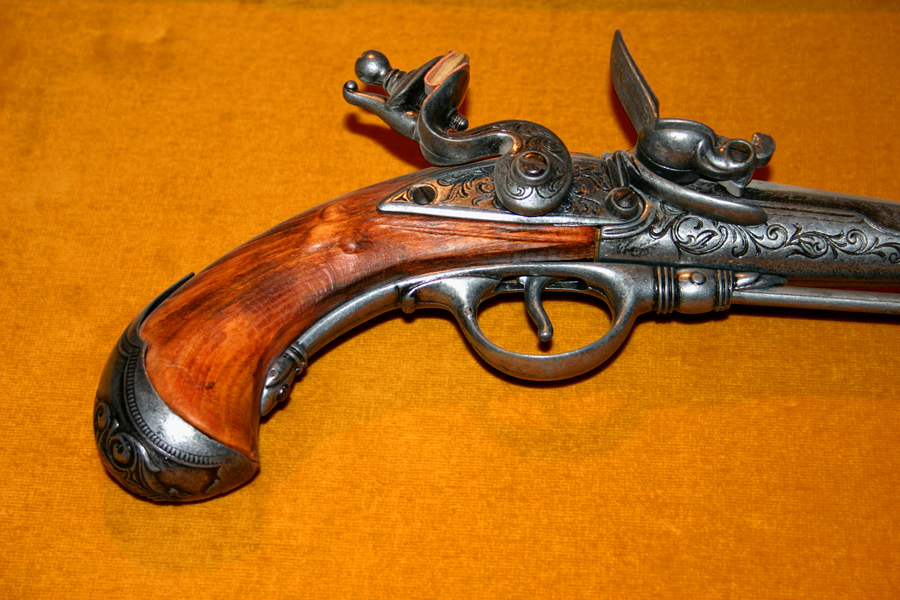
Hamer bij een pistool. (middenboven)

De hamer of haan van een vuurwapen is een metalen onderdeel dat door middel van een veer wordt gespannen. Als de trekker wordt overgehaald, slaat de hamer naar voren. Deze raakt direct of via een pin de lading, waardoor die detoneert of deflagreert, zodat het schot afgaat.

## Proces
De hamer slaat direct of via een slagpin op een patroon in de kamer, met ontbranding van de slagsas als gevolg. Als de hamer inwendig is, zoals bij veel moderne hagelgeweren, wordt deze slagstuk genoemd. De veer die de haan gespannen houdt zodra het wapen schietklaar is heet haanveer of slagveer. Het onderdeel dat de hamer blokkeert zodra het wapen schietklaar is heet tuimelaar.

## Haan
Een hamer wordt ook wel een haan genoemd. De haan is vernoemd naar (de kop en nek van) het gelĳknamige dier. De haan van het lontslot en de latere vuursteensloten leek hier sterk op: als deze naar beneden sloeg, leek dit op het pikken van een vogel.